# Lista monumentelor istorice din județul Iași - G

Simbol pentru monumentele istorice

Lista monumentelor istorice din județul Iași - G cuprinde monumentele istorice înscrise în Patrimoniul cultural național al României și aflate în localități ce încep cu litera G din județul Iași. 
Lista completă este menținută și actualizată periodic de către Ministerul Culturii, Cultelor și Patrimoniului Național din România, prin intermediul Institutului Național al Patrimoniului, ultima versiune datând din 2015. Această listă cuprinde și actualizările ulterioare, realizate prin ordin al ministrului culturii.
Puteți căuta un monument din județul Iași folosind formularul de mai jos sau puteți naviga prin toate monumentele din județ la lista monumentelor istorice din județul Iași.
| Cod LMI                              | Denumire                                                             | Localitate                              | Localizare                                                           | Datare, Creatori                         | Imagine               | Erori             |
| ------------------------------------ | -------------------------------------------------------------------- | --------------------------------------- | -------------------------------------------------------------------- | ---------------------------------------- | --------------------- | ----------------- |
| IS-I-s-B-03593 (RAN: 95569.01)       | Situl arheologic de la Gănești                                       | sat Gănești; comuna Ion Neculce         | „Siliște”, la 1 km S de sat și 200 m V de drumul Gănești - Hândrești |                                          | Încarcă foto \| video | Raportează eroare |
| IS-I-m-B-03593.01 (RAN: 95569.01.05) | Așezare                                                              | sat Gănești; comuna Ion Neculce         | „Siliște”, la 1 km S de sat și 200 m V de drumul Gănești - Hândrești | sec. XIV - XV, Epoca medievală           | Încarcă foto \| video | Raportează eroare |
| IS-I-m-B-03593.02 (RAN: 95569.01.04) | Așezare                                                              | sat Gănești; comuna Ion Neculce         | „Siliște”, la 1 km S de sat și 200 m V de drumul Gănești - Hândrești | sec. III - IV p. Chr., Epoca daco-romană | Încarcă foto \| video | Raportează eroare |
| IS-I-m-B-03593.03 (RAN: 95569.01.03) | Așezare                                                              | sat Gănești; comuna Ion Neculce         | „Siliște”, la 1 km S de sat și 200 m V de drumul Gănești - Hândrești | Hallstatt târziu                         | Încarcă foto \| video | Raportează eroare |
| IS-I-m-B-03593.04 (RAN: 95569.01.01) | Așezare                                                              | sat Gănești; comuna Ion Neculce         | „Siliște”, la 1 km S de sat și 200 m V de drumul Gănești - Hândrești | Eneolitic, cultura Precucuteni, faza III | Încarcă foto \| video | Raportează eroare |
| IS-I-m-B-03593.05 (RAN: 95569.01.02) | Așezare                                                              | sat Gănești; comuna Ion Neculce         | „Siliște”, la 1 km S de sat și 200 m V de drumul Gănești - Hândrești | Eneolitic, cultura Precucuteni, faza A   | Încarcă foto \| video | Raportează eroare |
| IS-I-s-B-03594 (RAN: 99806.01)       | Situl arheologic de la Glodenii Gândului, punct „Suhatul Glodenilor” | sat Glodenii Gândului; comuna Țibănești | „Suhatul Glodenilor”, la 1 km E de sat                               |                                          | Încarcă foto \| video | Raportează eroare |
| IS-I-m-B-03594.01 (RAN: 99806.01.04) | Așezare                                                              | sat Glodenii Gândului; comuna Țibănești | „Suhatul Glodenilor”, la 1 km E de sat                               | sec. XI - XII, Epoca medieval timpurie   | Încarcă foto \| video | Raportează eroare |
| IS-I-m-B-03594.02 (RAN: 99806.01.03) | Așezare                                                              | sat Glodenii Gândului; comuna Țibănești | „Suhatul Glodenilor”, la 1 km E de sat                               | sec. IV p.Chr, Epoca daco-romană         | Încarcă foto \| video | Raportează eroare |
| IS-I-m-B-03594.03 (RAN: 99806.01.02) | Așezare                                                              | sat Glodenii Gândului; comuna Țibănești | „Suhatul Glodenilor”, la 1 km E de sat                               | sec. II - III p. Chr., Epoca romană      | Încarcă foto \| video | Raportează eroare |
| IS-I-m-B-03594.04 (RAN: 99806.01.01) | Așezare                                                              | sat Glodenii Gândului; comuna Țibănești | „Suhatul Glodenilor”, la 1 km E de sat                               | sec. I a. Chr.-I p. Chr., Latène         | Încarcă foto \| video | Raportează eroare |
| IS-I-s-B-03595 (RAN: 97198.01)       | Situl arheologic de la Gorban, punct „Cantonul Silvic”               | sat Gorban; comuna Gorban               | „Cantonul Silvic”, la marginea de SE a satului                       |                                          | Încarcă foto \| video | Raportează eroare |
| IS-I-m-B-03595.01 (RAN: 97198.01.05) | Așezare                                                              | sat Gorban; comuna Gorban               | „Cantonul Silvic”, la marginea de SE a satului                       | sec. XVI - XVII, Epoca medievală         | Încarcă foto \| video | Raportează eroare |
| IS-I-m-B-03595.02 (RAN: 97198.01.03) | Așezare                                                              | sat Gorban; comuna Gorban               | „Cantonul Silvic”, la marginea de SE a satului                       | sec. IV p.Chr, Epoca daco-romană         | Încarcă foto \| video | Raportează eroare |
| IS-I-m-B-03595.03 (RAN: 97198.01.02) | Așezare                                                              | sat Gorban; comuna Gorban               | „Cantonul Silvic”, la marginea de SE a satului                       | sec. V - IV a. Chr., Latène timpuriu     | Încarcă foto \| video | Raportează eroare |
| IS-I-m-B-03595.04 (RAN: 97198.01.01) | Așezare                                                              | sat Gorban; comuna Gorban               | „Cantonul Silvic”, la marginea de SE a satului                       | Epoca bronzului târziu, cultura Noua     | Încarcă foto \| video | Raportează eroare |
| IS-I-s-B-03596 (RAN: 100111.01)      | Așezare                                                              | sat Gura Bâdiliței; comuna Vânători     | „Siliștea”, în marginea de NE a satului, până în pârâul Vlanici      | sec. XV, Epoca medievală                 | Încarcă foto \| video | Raportează eroare |
| IS-II-m-B-04161                      | Biserica „Adormirea Maicii Domnului”                                 | sat Goești; comuna Lungani              |                                                                      | 1813                                     | Încarcă foto \| video | Raportează eroare |
| IS-II-m-B-04162                      | Ruinele schitului din „Poiana cu schit”                              | sat Grajduri; comuna Grajduri           | În pădurea Borosești 46.98599°N 27.58531°E                           | sec. XVII                                | Alte imagini          | Raportează eroare |
| IS-II-m-B-04163 (RAN: 99815.01)      | Biserica „Sf. Împărați”                                              | sat Griești; comuna Țibănești           |                                                                      | 1784                                     |                       | Raportează eroare |
| IS-II-m-B-04164                      | Biserica „Adormirea Maicii Domnului”                                 | sat Gropnița; comuna Gropnița           |                                                                      | 1830                                     | Alte imagini          | Raportează eroare |
| IS-IV-m-B-04362                      | Casa Delavrancea                                                     | sat Goești; comuna Lungani              |                                                                      | sec. XIX-XX                              | Încarcă foto \| video | Raportează eroare |